# 신의초등학교
신의초등학교는 대한민국 전라남도 신안군에 있는 초등학교다.

## 학교 연혁
- 1969년 3월 5일 하의동국민학교 개교
- 1983년 2월 15일 가사도국민학교 고사분교장, 평사분교장 편입
- 1983년 3월 1일 신의국민학교 개칭
- 1984년 7월 1일 신의국민학교 병설유치원 개원
- 1993년 3월 1일 신의남국민학교 신암분교장 폐교 및 본교 통폐합
- 1993년 9월 1일 신의남국민학교 분교장 격하 편입
- 1994년 9월 1일 고사분교장 폐교 및 본교 통폐합
- 1996년 3월 1일 신의초등학교 개칭
- 1998년 3월 1일 평사분교장 폐교 및 본교 통폐합
- 1999년 9월 1일 상태초등학교 분교장 격하 편입, 기도분교장 편입
- 2004년 3월 1일 상태분교장 폐교 및 본교 통폐합
- 2008년 3월 1일 신의남분교장 폐교 및 본교 통폐합
- 2012년 3월 1일 기도분교장 폐교 및 본교 통폐합
- 2014년 2월 24일 제45회 졸업(총 1,217명 졸업)
- 2015년 2월 12일 제46회 졸업(총 1,233명 졸업)
- 2015년 3월 1일 제25대 홍장선 교장 부임